# Liste von Skatbegriffen
Skatbegriffe sind verschiedene mehr oder auch weniger gebräuchliche, inoffizielle Bezeichnungen für spezielle Spielsituationen, Starthände, Kartenkombinationen und Eigenschaften der Spieler beim Skatspiel. Viele der hier zu findenden Begriffe werden auch bei anderen Stichspielen oder generell bei Kartenspielen verwendet.

## Allgemein übliche Begriffe

### Spielpositionen

Vorhand, Mittelhand und Hinterhand (3 Spieler)

- Kartengeber: Die Person, die die Karten gibt.
- Vorhand: Die Person links vom Kartengeber. Sie bekommt als Erste ihre Karten.
- Mittelhand: Die Person links der Vorhand und rechts der Hinterhand. Sie bekommt als Zweite die Karten
- Hinterhand: Die Person, die ihre Karten zuletzt bekommt. Bei drei Spielern auch der Kartengeber. Bei vier Spielern die Person rechts vom Kartengeber
- Hörer: entspricht dem Spieler an Vorhand; der Hörer hört sich das Reizgebot des Sagers bzw. Weitersagers an.
- Sager: entspricht dem Spieler an Mittelhand; der Sager gibt die ersten Reizgebote an den Hörer.
- Weitersager: entspricht dem Spieler an Hinterhand; der Weitersager gibt die Reizgebot an den Hörer, nachdem der Sager ausgestiegen ist, oder an den Sager, nachdem der Hörer ausgestiegen ist.

### Spielvarianten
- Null: vom Alleinspieler darf kein Stich gemacht werden
- Grand: nur Buben sind Trumpf
- Revolution: wie Null ouvert Hand; Gegner dürfen zwei Karten austauschen
- Ramsch: Jeder Spieler spielt alleine; der Spieler mit den meisten Punkten erhält sie als Minuspunkte. Nach der Skataufnahme des Spielers in Vorhand gibt er zwei Karten an den nächsten Spieler weiter, der dritte legt zwei Karten wieder in den Skat. Diese beiden Karten werden entweder zum letzten Stich oder zum höchsten Punktestand hinzugerechnet. Das Schieben von Buben ist häufig verboten.
- Schieberamsch: wie Ramsch. Nimmt ein Spieler den Skat nicht auf, so werden die Punkte des Verlierers meist doppelt gewertet. Macht ein Spieler keinen Stich, bleibt er „Jungfrau“ und die Punkte des Verlierers werden doppelt gewertet.

### Spielwerterhöhung

#### Multiplikatorenveränderung
Der Multiplikator zur Errechnung des Spielwerts (siehe hierzu Skat) wird erhöht:
- Hand: Skat wird nicht aufgenommen
- Schneider: Spieler oder Gegenspieler erreicht weniger als 31 Punkte
- Schwarz: Spieler oder Gegenspieler erhalten keinen Stich
- Schneider angesagt: das Nichterreichen der 31 Punkte wird vom Alleinspieler vorher mit seinem Spiel angesagt
- Schwarz angesagt: das Nichterlangen eines Stiches wird vom Alleinspieler vorher mit seinem Spiel angesagt
- Ouvert: der Alleinspieler legt vor Spielbeginn alle 10 Karten offen auf den Tisch (keine Multiplikatorenveränderung bei den Nullspielen)

#### Spielwertverdopplungen
Der Spielwert wird bei jedem der aufgeführten Begriffe verdoppelt:
- Kontra: ein Gegenspieler glaubt nicht an den Gewinn des Alleinspielers
- Re: Antwort des Alleinspielers auf Kontra, wenn er das Spiel zu gewinnen glaubt
- Bock: Antwort der Gegenspieler auf ein Re des Alleinspielers, wenn jene immer noch überzeugt sind, das Spiel gewinnen zu können; manchmal auch „Supra“ genannt
- Zippe: Antwort des Alleinspielers auf Bock (Supra), wenn er das Spiel – trotz der Zuversicht der Gegenpartei – zu gewinnen glaubt; auch „Hirsch“ genannt

## Bezeichnungen von Karten oder Kartenkombinationen
- Schneiden, Schnippeln oder einen Schnitt machen: eine hohe Karte nicht spielen und dadurch eine höhere Karte des Gegenspielers gewinnen. Meist besitzt der Spieler Ass-König und legt auf eine vorgespielte Lusche den König, in der Hoffnung, mit dem Nachspiel des Asses die Zehn zu fangen (man sagt: es wird auf eine Zehn geschnitten). Bei dieser Spielart geht man das Risiko ein, die eigene hohe Karte zu verlieren.
- blank (1): eine blanke Karte ist eine einzelne Karte einer Farbe.
- blank (2): wenn ein Spieler auf einer Farbe blank ist, hat er keine Karte (mehr) dieser Farbe (siehe auch frei).
- frei: ein Spieler ist in einer Farbe frei, wenn er keine Karte in dieser Farbe (mehr) besitzt und daher einstechen oder abwerfen kann.
- sich freiwerfen: Ein Spieler wirft eine blanke (1) Karte ab und ist dadurch in dieser Farbe anschließend frei.
- lang: Eine Farbe heißt lang, wenn der Spieler viele Karten von ihr besitzt. Die Bezeichnung ist relativ und sagt nichts über eine exakte Anzahl Karten oder die Qualität der Farbe aus.
- stehende Farbe: Dieser Begriff kommt ursprünglich vom Bridge und bezeichnet eine Farbqualität, bei der (ohne Berücksichtigung von Abstichen) unabhängig von der Verteilung alle verbleibenden Karten der Farbe vom Alleinspieler abgezogen werden können, sodass jede Karte der Farbe einen Stich macht. Ein Beispiel sind fünf Karten einer Farbe mit Ass und 10. Wird auch beim Null verwendet, wenn eine Farbe frei von Schwachstellen ist.
- Rollmops, Wollkopf, aus jedem Dorf ein Köter oder bunter Hund: ein Spieler hat nach dem Geben zwei Buben und von jeder Farbe zwei Karten auf der Hand.
- Superrollmops: Wenn man mit einem Rollmops ans Spiel kommt, zwei Buben findet und daher vier Buben plus zwei Karten jeder Farbe hält.
- Fahne, Flöte, Fackel oder Latte: ein Spieler hat viele Karten, üblicherweise 5, 6 oder 7, von einer Farbe.
- Bilderbuch: ein Spieler hat nach dem Geben nur Bilder (Könige, Damen und Buben) auf der Hand. Ein mit Sicherheit erfolgreiches Alleinspiel ist mit diesem Blatt nicht möglich.
- Kaffeekränzchen: ein Spieler besitzt alle 4 Damen, welche meist unnütz im Spiel sind
- Oma, Omablatt oder Kutscher: ein so gutes Blatt, mit dem man ein Alleinspiel normalerweise nicht verlieren kann und meist hoch, oft Schneider oder gar Schwarz, gewinnt.
- Junge: Bube.
- Gauß: Kreuz-Bube.
- Bauer: Bube.
- Der Alte: Kreuz-Bube.
- Wenzel: Buben.
- Volle: Bezeichnung für Ass und 10.
- Leere, Nullen oder Luschen: Bezeichnung für 7, 8 und 9.
- Beiblatt: Bezeichnet die Karten des Alleinspielers, die keine Trümpfe sind (Fehlfarben).

## Regionale Begriffe
- Schuss: für „Re“ (schwäbisch)
- Stoß: für „Re“ (blatt)
- platt: wie in „die Karte hatte ich platt, die musste ich spielen“ oder in „Ich hatte nur eine platte 10“: eine blanke Karte
- Wenzel Lusche: Schell Unter (sächsisch)
- Daus: Ass

## Beispiele für „Skatgeschwätz“
- 17! oder 17½! – Passen beim Eröffnen des Reizens, es reicht eben nicht für 18
- 18 hat man immer! – Beim Eröffnen des Reizens mit 18 Punkten
- 59! oder 59½! – Die Gegenspieler sind zwar aus dem Schneider, konnten das Spiel allerdings nicht gewinnen. Die tatsächlich erreichte Augenzahl liegt irgendwo zwischen 31 und tatsächlichen 59.
- 59 verdrückt und den Alten rausgespielt! – Beim Anspiel des Kreuz-Buben, aber auch bei einem Spiel, das nur schwer oder gar nicht gewonnen werden kann
- 5 Volle und ein Bilderbuch – Ausdruck für das Gewinnen eines Spiels, da fünf Volle (min 51 Augen) und einige Bilder ausreichen, um über 60 Augen zu kommen.
- Aargh, mein Herz! – unzulässiger Hinweis an den Mitspieler Herz zu spielen oder (zulässige) Ansage eines Herz-Spiels
- Anbieten macht Beet! – Dame oder König wird aufgespielt um den Alleinspieler zu zwingen entweder wenige Punkte zu stechen oder einen Stich der Gegenspieler laufen zu lassen. Beet im Sinne von macht platt.
- Asse oder Lasse! – Mitspieler soll zum Spielen von Assen angehalten werden („Beim Grand spielt man Asse oder man soll’s lasse!“ oder auch „Beim Grand spielt man Ässe oder hält die Fresse!“)
- Auf’m Tisch gehen sie kaputt! – Aufforderung an einen Spieler, der sehr zögerlich aufspielt, sich zu beeilen und eine Karte zu spielen. Mit sie sind sowohl die einzelnen Stiche des Spiels gemeint, die vermeintlich nicht immer rum gehen, als auch die Spiele selbst, da man nicht immer gewinnen kann, in jedem Fall aber spielen muss.
- Auf dem Tisch wird verloren!
- Auf dem Tisch soll’n sie verrecken!
- Aus jedem Dorf ’n Köter – unzulässiger Hinweis, dass man von allen vier Farben zwei Karten sowie zwei Buben auf der Hand hat
- Autsch, was pikt denn da! – unzulässiger Hinweis an den Mitspieler Pik zu spielen oder (zulässige) Ansage eines Pik-Spiels
- Bei Null gibt es immer Kontra – Ein Nullblatt hat immer eine Schwachstelle, sonst würde derjenige eine Nullouvert spielen
- Beim Grand spielt man Ässe, sonst hält man die Fresse! – Mitspieler soll zum Spielen von Assen angehalten werden
- Beim Grand spielt man Asse oder man soll's lasse! – Alternative zum o. g. Ausspruch
- Unter Buttern versteht man das Abwerfen einer hohen Fehlfarbe (meistens Asse oder Zehnen) in Hinterhand, wenn der Mitspieler den Stich bereits besitzt oder in Mittelhand, wenn man hofft, dass der Partner den Stich macht.
- In XY hat sich mal einer totgemischt – Hinweis darauf, dass der Geber genug gemischt hat und langsam mal abheben lassen sollte. XY wird üblicherweise durch eine kleine, abgelegene Ortschaft aus der jeweiligen Region ersetzt. Variation: Da hat sich mal einer auf ’ner Brücke totgemischt. Und dann stellte sich raus, dass er gar nicht dran war.
- In Altenburg... Unter der Brücke... Ist ein Kreisverkehr. In der Mitte steht ein Kreuz: „Er würde heute noch mischen“ – vgl. oben
- Da geht er über die Dörfer! – Der Alleinspieler spielt zunächst Fehl, anstatt wie üblich Trumpf zu ziehen.
- Das genügt, sprach der Staatsanwalt – Die Gegenpartei hat im laufenden Spiel 60 Augen gestochen, der Solospieler kann nicht mehr gewinnen.
- Das hilft dem Vater auf die Mutter – Ausruf bei einem Stich, nachdem die Gegenpartei mehr als 60 Punkte gestochen hat.
- Das ist die halbe Miete oder Das ist der halbe Weg nach Rom – Alleinspieler in Hinterhand sticht Ass und Zehn von Fehl mit Trumpf-Ass oder -Zehn und macht so min. 31 Augen in einem Stich.
- Dem Feinde lang, dem Freunde kurz – häufige Eröffnung des Spieles. Wenn Vorhand nicht der Solospieler ist, spielt er meist eine lange Farbe an, wenn der Solospieler Mittelhand ist. Wenn Mittelhand der Partner ist, wird eine kurze Farbe angespielt.
- Lange Farbe kurzer Weg, kurze Farbe langer Weg – Variante des obigen Spruchs.
- Dem Freunde kurz, dem Feinde lang – das ist des Spielers Untergang – vgl. Dem Feinde lang, dem Freunde kurz
- „Der“ wird Soldat … und „der“ wird Soldat – Häufiger Kommentar beim Drücken
- Der Arsch ist gespalten! (oder: 60, 60, Arsch gespalten) oder Auf der Brille in die Hose! – Beide Parteien haben 60 Augen, der Alleinspieler verliert.
- Spaltarsch! – Alternative zum o. g. Ausspruch
- Den nagele ich fest oder Der kriegt einen vor den Kopf – Hinterhand sticht unerwartet ab.
- Den Rest könnt ihr behalten – Alleinspieler hat bereits genug Augen zum Gewinnen und schenkt die restlichen Stiche.
- Der König zu dritt macht immer ’nen Ritt! – Hinweis darauf, dass man mit einem König (und zwei Luschen gleicher Farbe dazu) bei Farb- oder Grandspielen angeblich immer noch einen Stich machen kann. (König zu dritt macht immer ’n Stich!)
- Der Maurer mischt den Mörtel an – Kommentar des verlierenden Alleinspielers, wenn der „Maurer“ einen Stich nimmt oder Trumpf zieht.
- Der schämt sich – eine blanke 10 wird verdeckt auf das ausgespielte Ass des Alleinspielers geworfen.
- Der Skat brummt mal wieder oder Die hatte ich auch bitter nötig – Kommentar beim Aufnehmen des Skat.
- Die Augen sterben auf dem Tisch! – Aufforderung zum riskanten Anspiel von Augen oder Ausruf bei einem solchen Anspiel.
- „Die Sieben und die Achte war alles, was er brachte.“ – Wenn die Gegenseite einen ausgespielten Alten (Kreuzbube) mit zwei Luschen bedient.
- Die Kleinen holen die Großen! – Wenn der Alleinspieler die Trümpfe von unten zieht. Oft besitzt er hierbei die Trumpf-Vollen selbst, sodass die Gegner die Buben spielen müssen und die gegnerischen Buben so wenige bis keine Augen des Alleinspielers fangen.
- Dieser Hühnerhund von Karo! – unzulässiger Hinweis an den Mitspieler Karo zu spielen oder (zulässige) Ansage eines Karo-Spiels
- Ein Herz hat ein jeder! – beim Ausspiel von Herz.
- Eicheln fressen die Schweine! Ansage des Alleinspielers, Eicheln wird Trumpf.
- Einkochen kann man sie nicht – Besagt, dass Trümpfe des Alleinspielers möglichst schnell gespielt werden sollten, um die Trümpfe des Gegners zu ziehen, oder auch, dass schlechte Karten (die man eh nicht verstecken kann) früh gespielt werden sollten (damit der Gegner nicht schmieren kann).
- Ersatztrumpf – Der Alleinspieler hält im Beiblatt eine lange Zweitfarbe (meist vier Karten mit Ass und 10). Durch Vorspielen der Vollen kann der Alleinspieler oft die Trümpfe der Gegner ziehen, ohne die eigenen Trümpfe einzusetzen. Hierdurch kann ggf. eine Trumpfkürze des Alleinspielers (etwa bei schlechter Verteilung) kompensiert werden.
- Friedensangebot – Alleinspieler spielt eine niedrige Karte an und schenkt den Gegnern den Stich.
- Gekreuzigt, gestorben und begraben – Eine oder mehrere Kreuz-Karten haben dem Spiel den Garaus gemacht.
- Gelegt ist gelegt! – Spieler legt versehentlich eine falsche Karte der gleichen Farbe
- Gewehre ins Rathaus – Die restlichen Karten des Spielers sind hoch, weshalb er aufdeckt.
- Grand Hand nimmt man geschlossen auf! – Häufiger Spruch, wenn man seine Spielkarten erst aufnimmt, nachdem sie vollständig vom Geber ausgeteilt worden sind.
- Grün scheißen die Gänse im Mai! – Grün wird vom Alleinspieler zur Trumpffarbe erklärt oder beim Ausspielen von Grün.
- Hand hat allerhand – Spielt der Alleinspieler Hand, ist die Wahrscheinlichkeit größer, dass er in einer Farbe nicht blank ist
- Hast du Ass und 10 gesehen, sollst du von der Farbe gehen! – Wenn von einer Farbe Ass und Zehn gespielt worden sind, ist es meist nicht günstig für die Gegenpartei des Alleinspielers, diese Farbe weiterhin anzuspielen
- Herz Ass in Liebe und Spiel! – Die Vorhand spielt zu Beginn gleich Herz-Ass
- Herz ist Trumpf! – Herz ist doch immer Trumpf! – Herz wird vom Alleinspieler zur Trumpffarbe erklärt
- Herz mit Stiel oder Neublau – Pik
- Herzlich lacht die Tante … wenn se gut gefrühstückt hat – Ansage eines Herz-Spiels
- Hinten werden die Enten fett – Im letzten Stich bzw. in den letzten Stichen fallen häufig vermehrt Volle. Dies liegt daran, dass die Gegenspieler ihre Vollen möglichst lange zurückhalten, in der Hoffnung, damit noch einen Stich machen bzw. schmieren zu können.
- Hosen runter! (1) – wenn der Alleinspieler seine Gegner zwingt, Trumpf zu bedienen
- Hosen runter! (2) – Aufforderung, bei einem Ouvert-Spiel vor Spielbeginn alle 10 Karten offen auf den Tisch zu legen
- Ich hab's im Kreuz! – unzulässiger Hinweis an den Mitspieler Kreuz zu spielen oder (zulässige) Ansage eines Kreuz-Spiels
- Ich spiel die 18! – wenn nur einer der Spieler beim Reizen 18 gesagt hat (was etwa bei Preisskat häufig vorkommt), so drückt er hiermit aus, dass er nicht von der Möglichkeit Gebrauch macht, ein höherwertiges Spiel zu spielen, sondern dass er tatsächlich nur Karo-Einfach spielt.
- Im Zeichen des Herrn! – Ein Spieler spielt Kreuz-(Eichel-)As
- In Altenburg gibt es ein Denkmal – für den, der sich totgemischelt hat., siehe oben.
- Jungs! – Ansage eines Grand-Spiels.
- Karo heißt der Hühnerhund – Ansage eines Karo-Spiels
- Karte oder Stück Holz[1] – Aufforderung an einen Spieler, der zu zögerlich aufspielt, sich zu beeilen und eine Karte zu spielen.
- Langer Weg, kurze Farbe! – vgl. Dem Feinde lang, dem Freunde kurz
- Mach es billig und spiel Karo! – Bemerkung der Gegenspieler beim Erkennen, dass ein Spiel schwer bis gar nicht gewonnen werden kann. (Bsp.: überreizt)
- Mal wieder Leipziger Allerlei – vgl. Aus jedem Dorf ’n Köter
- Unter Mauern versteht man das absichtliche Nichtspielen trotz guter Karten um einen Mitspieler ins Alleinspiel zu zwingen, welches dieser vermutlich verliert.
- Millimeterarbeit oder 61 ist genauso gut wie 89 – Der Alleinspieler gewinnt mit 61 Augen.
- Null aufs Pferd – Ansage von Null ouvert
- Oma und Opa verliefen sich im Wald… – Reaktion der Gegenseite auf ein (vermeintliches) Omablatt des Alleinspielers, wenn dieser nicht hinlegt.
- Piesch bringt den Siesch! – wenn eine Pik-Karte das Spiel entscheidet
- Pikus, der Waldspecht! – Ansage eines Pik-Spiels
- Ramsch oder Klatsche! – Ansage zweier nicht am Reizspiel teilgenommener Spieler, um den dritten Spieler zu einem Ramsch-Spiel provozieren zu können.
- Raus und Gewonnen – Der Alleinspieler gewinnt die Runde und Gegenpartei ist aus dem Schneider.
- Rest bei mir! – Ausdruck des Alleinspielers, dass alle weiteren Stiche an ihn gehen werden; er legt dann seine restlichen Karten auf den Tisch, so dass die Gegenspieler die Behauptung überprüfen können.
- Schneider – schwarz! – Schneider ist doch immer schwarz! – Provokante Aussage des Gegenspielers bei einem gewonnenen Spiel des Alleinspielers, welcher das Spiel mit allen Stichen beendet hat.
- Schneider sind auch Leute! – beim Schneiderspiel des Gegners
- Schreibt heim um Geld! – wenn man ein gutes Blatt hat zur Einschüchterung der Gegner
- Sieben, Neun, Bauer – Steht wie 'ne Mauer oder Sieme, Neune, Unter – da kommt keiner drunter – Bei Nullspielen ist eine Farbe mit 7, 9 und Bube absolut dicht (dies ist allerdings nur dann korrekt, wenn man nicht die Kombination: 7, 9, Bube und Ass in einer Farbe hat und die Farbe nicht selbst ausspielen muss oder einer der Gegenspieler die vier übrigen Karten dieser Farbe hat). Gilt auch für 7, 8, Bube.
- Sieben, Acht, Dame, flattert wie ’ne Fahne – bei Null nicht absolut dicht.
- Acht, Neun, Zehn – kann auch noch geh’n
- So spielt man mit Studenten! – wenn die Gegenpartei „vorgeführt“ wird.
- Spiel Ass, sonst wirst du nass! – Regel Grand-Eröffnung
- Trumpf ist die Seele vom Spiel oder Trumpf ist die Seele vom Klavier – beim Trumpfanspiel
- Als umgebogen wird ein Spiel bezeichnet, das der Alleinspieler verloren hat.
- Von hinten stechen die Bienen! – sagt Hinterhand, wenn er (meist wider Erwarten) durch Übertrumpfen einen hohen Stich macht
- Unter vorführen versteht man das Anspielen immer derselben Fehlfarbe, die der Alleinspieler in Mittelhand nicht besitzt und entweder stechen oder abwerfen kann, was entweder zu Trumpfarmut oder zum Buttern führt.
- Vor der Schüssel in die Hose – Wenn der Alleinspieler mit dem letzten Stich noch verliert.
- Kurz vor dem Lokus in die Hose gegangen – Alternative zu o. g. Spruch
- Was auf den Gräbern steht – der Alleinspieler spielt Kreuz oder ein Spieler spielt Kreuz auf.
- Wat einmal geht, geht zweimal! – wenn man zweimal hintereinander mit derselben Farbe aufkommt.
- Wer nicht weiß wo, spielt Karo! – Ansage eines Karo-Spiels
- Wer Schwarz spielt, drückt Schwarz
- Auf der Hand werden sie kalt – Wenn der Alleinspieler lange braucht um sich für ein Spiel zu entscheiden
- Wenzel-Treffen auf der Wartburg – Ein Spieler hat alle vier Unter auf der Hand[2]
- Büffel Buben
- Buffalo Soldier Ein Spieler hat alle vier Buben auf der Hand
- Genosse Beschisski Der Alleinspieler versucht bei einem Null/Ramsch zu schummeln und bedient nicht
- Bob siehe "Mauern"
- Paarhufer Bei einem angesagten Grandspiel mit 2 Buben sitzen die fehlenden Buben zusammen bei einem Alleinspieler
- Übertreten siehe "überreizt"
- Tatze, Pfote, Tentakel Alleinspieler sagt ein Handspiel an
- Tentakel hat allertentakel siehe "Hand hat alle Hand"